# Bão Cát (phim truyền hình 2021)
Payu Sai (tên tiếng Thái: พายุทราย, tên tiếng Việt: Bão cát) là bộ phim truyền hình Thái Lan phát sóng vào năm 2021. Phim phát sóng trên kênh One 31 với sự tham gia của Thanapat Kawila và Esther Supreeleela.

## Nội dung
Nares, người thừa kế thứ hai của công ty danh tiếng Phunara Golf Club. Sau khi nghe tin người anh cùng cha khác mẹ Narin đã biến mất một cách bí ẩn, anh đã trở về Thái Lan gấp. Sau đó, anh gặp Sai, trợ lý riêng của anh trai mình, là mối tình đầu khó quên của anh. Họ cùng nhau bắt tay vào hành trình giải quyết vụ mất tích của anh trai mình, trải qua những hiểu lầm và cảm xúc khác nhau.

## Diễn viên
| Nhân vật chính                              | Diễn viên                        |
| ------------------------------------------- | -------------------------------- |
| Nares Phusin (Res)                          | Thanapat Kawila                  |
| Kiratika Teeradakul (Sai)                   | Esther Supreeleela               |
| Komes                                       | Chopin Noochintra                |
| Lalita Phusin (Lita)                        | Nicha Piyawattananon             |
| Nhân vật phụ                                | Diễn viên                        |
| Pimthiwa Phusin / Mae Yai (bà cả, mẹ Narin) | Savitree Samipak                 |
| It                                          | Nadthanan Khunawat               |
| Nicha Phusin (Ni) (mẹ Lita)                 | Kochakorn Nimakorn               |
| Lisa (thư ký Nicha)                         | Lapisara Intarasut               |
| Pen (thư ký Sai)                            | Joy Chuancheun                   |
| Ekkachai (Ek) (thư ký Naret)                | Teera Janyasirigoon              |
| Rasamee                                     | Kamonrat Aresanan                |
| Krittipoom                                  | Phubodin Phusuwan                |
| Wirachart                                   | Kanchit Chomphusri               |
| Jompol                                      | Kittipong Kamolrat               |
| Somsri                                      | Chonlamak Thonglamak Chiangthong |
| Nhân vật khách mời                          | Diễn viên                        |
| Narin Phusin (Rin) (con Mae Yai)            | Puri Hiranprueck                 |
| Trợ lý Narin                                | Komkrit Duangsuwan               |
| Nara Phusin (bố Narin & Nares)              | Athiwad Sanidwong Na Ayoodthayaa |
| Sophita (mẹ kế Sai)                         | Wanvipa Yokakul                  |
| Inthira (Ice) (bạn gái cũ Narin)            | Pimnipa Jittateeraroj            |
| Daorawee Phusin (Dao) (mẹ Nares)            | Yonwiriya Wattanaphanuras        |
| Mongkol (bố dượng Sai)                      | Jirakit Suwannaparb              |
| Bố Sai                                      | Nukkid Boonthong                 |
| Narin (nhỏ)                                 | Pankorn Chanthosorn              |
| Nares (nhỏ)                                 | Tanapatch Chanthasorn            |

## Ca khúc nhạc phim
- หัวใจเลือกจำ / Hua Jai Leum Jum – Mariam Grey